# Чувашское Енорускино
Чувашское Енорускино (чув. Енрусьел) — село в Аксубаевском районе Республики Татарстан.
Входит в состав Староильдеряковского сельского поселения.

## География
В селе имеются улицы:
- Восточная
- Лесная
- Пионерская
- Полевая
- Садовая
- Северная
- Школьная
- Южная

И переулок:
- Школьный

## Известные уроженцы
- Яковлев, Константин Геннадьевич — член-корреспондент Международной академии наук.

1. ↑  Коряков Ю. Б. База данных «Этно-языковой состав населённых пунктов России. Перепись 2020/21 года». Республика Татарстан